# Белінчон
Белінчон (ісп. Belinchón) — муніципалітет в Іспанії, у складі автономної спільноти Кастилія-Ла-Манча, у провінції Куенка. Населення — 363 особи (2010).
Муніципалітет розташований на відстані близько 70 км на південний схід від Мадрида, 80 км на захід від Куенки.

## Демографія
Динаміка населення (INE ):